# Thelma Jones
Thelma Jones, född 15 juni 1932, är en friidrottare från Bermuda. Hon deltog vid olympiska sommarspelen 1952.